# Parteispaltung
Als Parteispaltung oder Abspaltung wird ein Vorgang in einer  politischen Partei bezeichnet, bei dem sich ein Parteiflügel oder eine Faktion um einen bedeutenden Parteivertreter von der Mutterpartei lossagt und eine eigene Partei oder Wählervereinigung gründet.

## Ursachen von Parteispaltungen
Die häufigsten Gründe von Parteispaltungen sind:
- Schwerwiegende Differenzen um das Parteiprogramm
- oder um Formen der innerparteilichen Demokratie
- Unterlegene Standpunkte bei wichtigen Abstimmungen auf Parteitagen
- Unvereinbare Differenzen bei Wahlvorschlägen oder Kandidatenliste
- Unterschiedliche Meinungen bezüglich Regierungsbildung oder Koalitionen
- Ungünstiger Ausgang eines Parteiordnungsverfahrens
- Politische oder Finanzskandale um führende Parteimitglieder.

Meist gehen Abspaltungen von prominenten Abgeordneten oder Vertretern eines starken Parteiflügels aus. Parlamentarier können auch wegen abweichenden Stimmverhaltens oder unerwünschten Gesprächen mit konkurrierenden Parteien in die Kritik geraten, oder in spezieller Rhetorik dem Vorwurf „parteischädigenden Verhaltens“ ausgesetzt sein.

## Historisch bedeutsame Parteispaltungen
Besonders folgenreich war 1902 die Spaltung der Sozialdemokratischen Arbeiterpartei Russlands in die Menschewiki und die Bolschewiki; aus Letzteren ging die Kommunistische Partei Russlands hervor und später deren zahlreiche internationale Schwesterparteien.
Für das Parteienspektrum und die Stabilität Italiens bedeutsam war 1994 die Spaltung der Democrazia Cristiana in mehrere Gruppierungen. Auch ihre teilweise Nachfolgerin Forza Italia ist vom gleichen Schicksal bedroht.